# Patrick Camus
Pour les articles homonymes, voir Camus.
Patrick Camus, né le 26 septembre 1947 à Brest, est un peintre français. Il parcourt la Bretagne depuis le pays bigouden où il habite. Il passe du paysage à la nature morte, d'un vitrail à une bannière, travaille sur le mouvement ou la danse...
Patrick Camus a été nommé Peintre officiel de la Marine en 2001. II a illustré un ouvrage sur les Iles de Bretagne et participé à plusieurs ouvrages collectifs dont La pêche en Bretagne (Éditions le Télégramme).

## Biographie
Né le 26 septembre 1947, à Brest, il étudie aux Beaux-Arts de Quimper, de 1965 à 1970 puis enseigne de 1969 à 2004, à l'ensemble scolaire Saint-Gabriel de Pont-l'Abbé. En avril 2009, il séjourne à bord du navire Jeanne d'Arc (porte-hélicoptères) dans le cadre de la préparation du 41e Salon de la Marine,. En septembre 2009, il organise le séjour des Peintres officiels de la Marine à Bénodet, qui donne lieu à la publication d'un livre l'année suivante,. En 2010, il devient titulaire du corps des Peintres officiels de la Marine. Exposition collective au Musée du bord de mer à Bénodet,.

## Récompenses
- 1992 : premier prix Bretagne à Bénodet. Réalise une peinture de 14 m2 sur le thème du blé pour la maison de retraite de Pouldreuzic.
- 1995 : prix du public au salon de Bénodet. Réalise le projet de restauration couleurs de l'église de Pouldreuzic.
- 1996 : prix du salon de Loctudy. Réalise un projet de bannière pour la paroisse de Guerlesquin.
- 1997 : lettre de félicitations au 35e Salon de la Marine.
- 1999 : médaille de bronze au 36e Salon de la Marine.
- Juin 2001 : médaille d'argent au 37e Salon de la Marine.
- Juillet 2001 : nommé Peintre officiel de la Marine.